# کمدی انسانی (رمان)
کمدی انسانی (به انگلیسی: The Human Comedy) رمانی نوشتهٔ ویلیام سارویان، نویسندهٔ ارمنی‌تبار اهل ایالات متحده آمریکا است.
کمدی انسانی با ترجمهٔ سیمین دانشور به فارسی چاپ و منتشر شده‌است.